# Rýmařov
Rýmařov (tjekkisk udtale: [ˈriːmar̝of]; tysk: Römerstadt) er en by i distriktet Bruntál i regionen Mähren-Schlesien i Tjekkiet med omkring 8.000 indbyggere. Den historiske bymidte er velbevaret og er beskyttet ved lov som et kulturmonument.

## Inddeling
Landsbyerne Edrovice, Harrachov, Jamartice, Janovice, Ondřejov og Stránské er administrative dele af Rýmařov.

## Geografi
Rýmařov ligger omkring 15 km sydvest for Bruntál og 37 km nord for Olomouc. Det ligger i Nízký Jeseník- området. Det højeste punkt er på 829 moh. Byen ligger ved sammenløbet af Podolský-strømmen med flere andre små vandløb. Podolský Creek er den højre biflod til Moravice, som danner den østlige kommunegrænse.

## Historie
Den første bosættelse blev etableret på stedet for Rýmařov i begyndelsen af det 13. århundrede af tjekkiske kolonister, men omkring 1250 blev den ødelagt. Det blev fornyet af tyske kolonister i anden halvdel af det 13. århundrede. Den første skriftlige omtale af Rýmařov er fra 1351. Efter 1350 blev der bygget en fæstning af træ. I 1406 blev landsbyen forfremmet til en by.
Den store udvikling af Rýmařov og hele regionen skete med udvinding af jernmalm. Her blev også udvundet guld, sølv med bly, kobber og senere zink. I 1474 blev byen plyndret af den ungarske hær. I det 16. århundrede blomstrede og udviklede Rýmařov sig, hammermøllerne bragte rigdom til byen. Lutheranismen begyndte at herske blandt indbyggerne. I 1583 blev godset købt af den tyrolske aristokratiske Hoffmann af Grünbüchl-familien, som tog sig af byen og udviklede uddannelse og skovbrug.
Velstanden endte med Trediveårskrigen. Byen blev besat af svenskerne under Lennart Torstensson i 1643-1650 og forblev affolket og fattig efter hæren rejste. Genkatolisering fandt sted efter krigen. I anden halvdel af 1600-tallet var byen truet af hekseprocesserne i det nordlige Mähren, men i sidste ende medførte de ingen tab af menneskeliv.
I 1721 blev godset købt af Den Tyske Orden, hvilket blev et nyt skub i udviklingen. Harrachs genoprettede skovbrug, miner og smelteværker. I første halvdel af 1800-tallet blev der etableret moderne hør- og bomuldsforarbejdningsfabrikker i og omkring byen. I 1878 blev jernbanen åbnet.
Indtil 1918 var byen en del af Østrig-Ungarn. Efter 1. verdenskrig undertrykte den tjekkoslovakiske regering bestræbelserne på at annektere området til Tyskland, og tjekkiske arbejdere begyndte at komme til byen, hvor den tyske befolkning dominerede. I 1930 udgjorde tyskerne 96 % af befolkningen.
I 1938 blev det annekteret af Nazityskland og administreret som en del af Reichsgau Sudetenland. Det tjekkiske mindretal rejste ind i landet, og det jødiske mindretal blev likvideret under 2. verdenskrig. Efter krigen blev næsten hele den tyske befolkning fordrevet i forbindelse med Beneš-dekreterne, og Rýmařov blev genbefolket af tjekkiske bosættere. 
Mellem 1955 og 1974 var der den største forstyrrelse af byens historiske karakter, da de fleste af de oprindelige bygninger på torvets vestside og tilstødende gader blev revet ned og erstattet af nye bygninger.